# 벤자민 콜다이크
벤자민 콜다이크(Ben Koldyke, 1971년 3월 27일 ~ )는 미국의 배우, 텔레비전 배우이다.
시카고에서 태어났다.

## 방송
- 미스터 로빈슨
- 백 인 더 게임
- 워크 잇
- 빅 러브 시즌4
- 내가 그녀를 만났을 때 5

## 영화
- 파이니스트 아워 (2016년)
- 미스터 로빈슨 (2015년)
- 백 인 더 게임 (2013년)
- 워크 잇 (2012년) - 리 스탠디쉬 역
- 빅 러브 (2006년)
- 내가 그녀를 만났을 때 1 (2005년)